# Delator
Ein Delator (lateinisch eigentlich „Überbringer, Anzeiger“) war vorzugsweise in der römischen Kaiserzeit ein berufsmäßiger Denunziant, der ein Gewerbe daraus machte, um sich die Gunst der Kaiser und sich selbst persönliche Vorteile zu verschaffen.
Gerade im 1. Jahrhundert n. Chr. verbreitete sich das Unwesen der Delatoren, nachdem unter der Herrschaft des Augustus die maiestas vom römischen Volk auf den Princeps übergegangen war.
In der Regel wurden Personen denunziert, die den Kaisern verdächtig oder auch nur unbeliebt waren, insbesondere wegen angeblicher Majestätsbeleidigung.
Delatoren tauchten verstärkt unter dem Kaiser Tiberius auf und übten nachher unter Kaisern wie Caligula und Domitian ihre verderbliche, Hass und Misstrauen verbreitende Wirksamkeit, während sie unter Kaisern wie Titus, Nerva, Trajan durch Verbannung oder sonstige Strafen unterdrückt wurden.
Der Gewinn eines Delators bestand gewöhnlich durch den Akt der Delation in einem Viertel der dem Angeklagten auferlegten Strafsumme oder seines verfallenen Vermögens, daher auch der Name Quadruplator.